# Esquisses anciennes et nouvelles
Pour les articles homonymes, voir esquisse (homonymie).
Esquisses anciennes et nouvelles (Mark Twain's Sketches, New and Old, titre usuel : Sketches, New and Old) est un recueil d'histoires humoristiques de Mark Twain, publié en 1875 chez Hartford.

## Historique de l'édition
Esquisses anciennes et nouvelles est un recueil d'esquisses (ou de croquis) et de nouvelles que Clemens commença à rassembler vers 1871, mais dont il abandonna quelque temps le projet jusqu'à la publication de plusieurs éditions pirates de ses textes. Le livre est publié en 1875, et porte le titre Mark Twain’s Sketches, New and Old, mais il est usuellement désigné par le titre plus court de Sketches, New and Old.
Le recueil est composé d'une soixantaine de textes, dont la plupart font moins de 1500 mots. 56 d'entre eux avaient été publiés auparavant, et une dizaine, les plus anciens, ont été écrits alors que Twain était journaliste dans l'Ouest (tel L’Infortuné Fiancé d’Aurélia). Est repris également dans ce recueil La Célèbre Grenouille sauteuse du comté de Calaveras, accompagné cette fois d'une traduction française que Twain critique sévèrement. Plusieurs autres textes ont été publiés dans des journaux new-yorkais. D'autres sources importantes de sélection sont les textes que Twain avaient publiés dans le Galaxy (tel Comment je devins directeur d’un journal d’agriculture) et dans le Buffalo Express (une quinzaine). Les éditions suivantes, chez Harper et Brothers diffèrent sensiblement par leur contenu, Twain changeant par exemple les titres de certains textes.
Le recueil est illustré par 130 dessins de True Williams qui fera également les dessins pour Tom Sawyer.